# Heroi
Un heroi o heroïna (en femení) és la persona que sobresurt de la mitjana per les seves característiques morals, usualment relatives a la valentia. També es fa servir en sentit ampli per referir-se als protagonistes de qualsevol ficció.

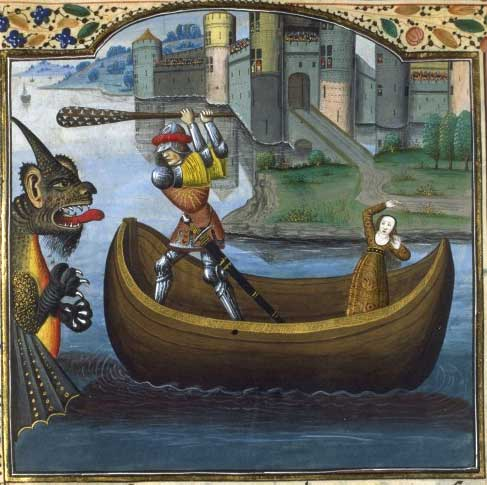
Hèracles el més famós dels heroi grecs representat en un manuscrit medieval lluitant contra un drac.

En l'origen, un heroi era el personatge de la mitologia grega que sense ser un déu (i per tant mortal), era capaç d'obrar prodigis i activitats fora de l'abast humà ordinari. Els herois van ser posteriorment el centre de l'epopeia i de la cançó de gesta medieval. L'heroi grec destaca per les seves aptituds guerreres, si bé amb el pas del temps també es troben herois amorosos o humanitaris (els sants catòlics són el relleu religiós dels herois). En el còmic ha evolucionat cap al superheroi.

## Etimologia i definició
La paraula "heroi" prové del llatí heros, -ōis, i aquest al seu torn del grec antic ἥρως, hḗrōs (el femení «heroïna», del grec ἡρωΐνη, hērōḯnē); i es podia aplicar tant a homes com a dones de prestigi il·lustre. El concepte va aparèixer per primera vegada a la Grècia clàssica i va ser aplicat a la cultura per Píndar, que distingeix entre déus, herois i humans. Al seu torn, Plató distingeix entre déus, dèmons, herois i humans. En el període arcaic, Hesíode definia l'heroi com un "semidéu" o "déu local", mentre que Aristòtil declarava que els herois eren, tant físicament com moralment, superiors als humans. Però el significat modern d'heroi o semidéu apareix amb llatins com Ciceró i el famós Virgili.
La definició que l'erudit hongarès Károly Kerényidóna de l'heroi és:
| « | Rep un culte (de fet, bona part del culte es consagra els herois [grecs]); però no és, de cap manera una divinitat. Tampoc és un ésser humà, o per dir millor, ja no és un ésser humà. Ha estat un home, o una dona, després d'haver viscut, ha patit una mort heroissora. La mort li ha conferit un estatus com a figura religiosa, activa tant en el culte com en el mite. Per això els homes actuals poden sol·licitar la seva ajuda, o intentar conjurar la seva còlera; s'hi dirigeixen, l'invoquen i, en últim lloc, tot i que no menys important, canten les seves altes proeses, els designis de Déu, han estat constituïts com a mediadors entre la divinitat i els altres mortals, aquells que encara no han assolit la benaventurança eterna. | » |

Northrop Frye divideix la ficció depenent l'acció de l'heroi:
- Si és superior als humans i a la natura mateixa llavors estem parlant de l'àmbit de la mitologia.
- Si és superior als humans però no a la natura parlem llavors de l'èpica i la tragèdia, semblant a la idea d'heroi que tenia en ment Aristòtil.
- Si no és superior ni als humans ni a la natura llavors parlem de la comèdia i de la ficció realista (aquella que parla sobre personatges històrics).

## Descripció de l'heroi
Segons el crític de la generació del 27 Pedro Salinas, el heroi literari va ser, successivament:
1. EL immortal, o l'heroi del mite.
2. El guerrer, o l'heroi de l'epopeia o cantar de gesta medieval.
3. El ser excels, o heroi idealitzat de les novel·les sentimentals del renaixement i el romanticisme.
4. Un home normal, o heroi de classe mitjana o burgesa de la novel·la realista i naturalista del segle xix, sinònim de protagonista.

El trànsit del tercer punt al últim es verifica, segons ell, com l'antiheroi de la novel·la picaresca espanyola, en els segles xvi i xvii.

### Heroi en el sentit ampli
En ocasions es considera heroi a la persona que salva a altres d'un perill greu, produint un fet noticiable o mediàtic, d'igual manera, es parla en el món socialista (Alemanya, URSS) de herois del treball, aplicant el terme extensivament a qui mostrava especial dedicació o productivitat en el treball. Modernament es tendeix a confondre, en ocasions per motius propagandístics, polítics o sentimentals, als herois amb les víctimes (els herois del 11/S, els herois supervivents del camps de concentració, etc.), o simplement amb les persones famoses. Amb caràcter general, el patrimoni popular tendeix a associar la figura de l'heroi amb la d'algú exemplar, i que serveix de referent en la mesura en que abandera la justícia i persegueix la consecució d'un món millor.

### Heroi literari
En la literatura, el cinema, l'heroi és simplement el personatge central d'una obra, on les accions o gestes es relaten. En la literatura i especialment en les novel·les i en les tragèdies, l'heroi pot tenir defectes que li poden portar a la perdició, com en el cas de Hamlet. En l'òpera i en el teatre musical, l'heroi i l'heroïna, solen ser interpretats per un tenor i una soprano, personatges més vulnerables són interpretats per veus líriques, mentre que els més forts ho són per veus greus o dramàtiques. Un subtipus modern d'heroi literari és l'anomenat superheroi, personatge còmic, novel·la o cinema, dotat de «superpoders», i habitualment dedicar a salvar la humanitat de delinqüents i perills.

### Heroi mitològic
Els herois mitològics pertanyen a les cultures gregues, romanes, germàniques o altres. Els herois mes cèlebres s'apropen a l'estatus de déus en algunes cultures. La paraula heroi procedeix del grec antic (ἥρως hērōs), i descriu al heroi cultural que apareix en la mitologia. Els herois grecs eren personatges mitològics, alguns dels quals van donar el nom a ciutat i territoris grecs. Aquests herois no sempre eren models de conducta o tenien virtuts heroiques; molts eren semideus, fills de mortals i déus. L'època d'aquests herois en què se situen les histories de la mitologia grega es coneix com l'edat heroica, que acaba poc després de la guerra de Troia, quan els llegendaris combatents varen tornar a casa o marxaren a l'exili.
El heroi clàssic té el que Lord Raglan (un descendent de FitzRoy Somerset) denomina una biografia cultivada composta de dues dotzenes de tradicions comuns que ignoraven la línia que separa el fet històric del mite. Per exemple les circumstàncies del seu naixement són inusuals: un home poderós intenta matar-lo en néixer, és raptat i criat per pares adoptius en un país llunyà. Rutinàriament l' heroi troba una mort misteriosa, de vegades en el cim d'una muntanya, el seu cos no és soterrat, no deixa successors i té un o més sepulcres sagrats.

### Heroi filosòfic
La filosofia també s'ocupa del estudi de la figura de l'heroi, dirigint el focus d'atenció a la mateixa essència d'aquest. Així, en general, el herois són aquells que, allunyats de l'interès pel reconeixement social, i respectant els principis naturals de justícia, aspiren a la consecució de la veritat, així com a fer més fàcil el dia a dia dels altres mitjançant el cultiu de les més nobles virtuts, fins i tot si fos necessari trencant amb l'orde establert. Herois són el que veuen en l'alteritat de la persona un valor intrínsec, sortint de si mateixos per donar-se als altres.

## Característiques de l'heroi

### Trets distintius generals de l'heroi
1. Una intel·ligència superior que els possibilita solucionar endevinalles i problemes (com el d'Èdip davant l'enigma de l'esfinx).
2. Cometre un Phonos akoúsios, és a dir, una mort accidental, per la qual cosa han de patir un càstig que determina l'exili (Hèracles).
3. Ha de ser valent, honest, ha de pensar en els altres, tenir valors, ser segur de si mateix, i persegueix els seus objectius sense importar els obstacles.
4. La major part de les vegades han experimentat l'exili, el que implica una mena de coneixement o iniciació per la qual, en tornar, es mostren com a éssers una mica diferents (el cas de Jesús, Enees o el Cid).
5. Posseeixen una morfologia fora de l'ordinari; en la major part dels casos manifesten marques visibles -Làbdac és coix, Odisseu té una cicatriu; alguns són gegants; altres nans; altres, com Hèracles, posseeixen una força desmesurada; aquesta morfologia singular els porta a dur a terme accions també singulars.
6. Per raons diverses sempre hi ha algun ser (diví o mortal) que pretén desfer-se del heroi, de manera que el sotmet a combats extraordinaris dels quals s'espera que no torni; però sempre passa el contrari, i l'heroi retorna victoriós. (com als treballs de Perseu)
7. Sortejar diverses proves i altres tipus de competències, de les quals l'heroi sempre surt airós. (com qualsevol dels herois de l'esport)
8. Fundació de ciutats, la major part de les vegades per predicció d'algun oracle.
9. El portar determinades armes que els caracteritzen (en el cas d'Hèracles una maça arrencada per l'heroi a la Floresta o bé un arc heretat i que, després de la seva mort, llega a Filoctetes)
10. L'haver tingut una gestació i un naixement singulars (així, en el cas d'Hèracles, Zeus per gaudir d'Alcmena, triplica la durada d'una nit i després Hera demora la gestació de Alcida).
11. Sorprès ja en la seva infantesa amb gestes inimaginables (Hèracles per exemple escanya dues serps sent un nen).
12. Posseir un final generalment violent atès que moren trossejats (Orfeu), cremats (Hèracles), en combats singulars (Laius), fulminats per un llamp, metamorfosats, la qual cosa, en la major part dels casos es dona seguit d'una apoteosi o transfiguració (Orfeu, Èdip).
13. Tenir un final sobrenatural; tal el cas d'Èdip, segons refereix Sòfocles al final d'Èdip a Colonos, que proper a la mort -segons relata el missatger-, és convidat per una veu omnipotent a elevar-se i sumar-se al conjunt de déus els qui en aquest tràngol ho reconeixen com a si dels seus.
14. Tenir una relació desventurada amb els seus fills (Jocasta i Laius amb Èdip)

### Trets ètics, morals i intel·lectuals
- Naturalesa mixta: En general, els herois tenen una naturalesa mixta, és a dir, són meitat humans i meitat déus.
- Conflicte amb el món exterior: L'heroi es posa, malgrat la seva superioritat, al mateix nivell de la gent comuna a qui afligeixen problemes semblants. Això és el que permet la identificació del receptor.
- Coratge: El coratge per enfrontar la vida és una de les característiques més òbvies per a un heroi, perquè no podria dir-se heroi si tot li fes por o no emprengués cap aventura. L'heroi sempre té el coratge suficient per enfrontar els problemes de la vida i del seu propi destí.
- No té por de la mort: L'heroi no té por a la mort. En els seus combats i empreses que el porten a la vora de l'existència, mostra valor i coratge.
- Ideologia utòpica: L'heroi es regeix per valors universals els quals fan referència al cicle de la vida: de l'inici, al final hi ha la renovació de la vida. Si no té por de la mort, és perquè no es fixa en la mort de l'individu, sinó en la pervivència de l'esperit humà.

### Trets d'acció de l'heroi
- Separació del món: Els herois constantment pateixen un canvi de lloc per causes alienes a la seva voluntat, és a dir, han estat moguts del seu lloc original. Això fa que l'heroi busqui en el seu viatge la manera d'arribar a casa a qualsevol preu, on la seva família, amics o altres el esperen. El que un heroi sigui mogut del seu lloc d'origen implica un viatge per tornar o per trobar una nova llar. Aquest viatge pot o no ser físic, perquè el que en realitat importa és el viatge interior d'autoconeixement, ja que coneixent la naturalesa de l'home i la seva connexió amb el món és com s'albira la renovació de la vida, la transcendència de l'esperit humà i que alhora fa que el mortal i l'immortal sigui un mateix com realment ho és.
- Cerca d'aventura: La recerca constant d'aventura o set de sang fa que el combat inicial sigui una mena d'iniciació per l'heroi. Aquests combats es donen per l'obstinació a superar la seva part mortal, portar el mortal al límit i sobrepassar-ho, per la qual cosa emprèn diverses gestes. Aquestes empreses se submergeixen en un temps diferent, més aviat estan als temps de l'origen de l'home i del món, i són paradigma del comportament humà. No obstant això, també pot passar que la seva iniciació en l'aventura sigui de manera involuntària, ja sigui per un accident, per força de l'atzar o per la intervenció d'un segon.
- Resposta a la crida: La resposta a la crida, ja sigui voluntària o involuntària (fruit de la curiositat), per causa de l'atzar, del destí o d'algú més, és imprescindible per a l'heroi per demostrar la seva valentia, el seu coratge; tot i que també demostra com se sotmet davant el destí. És a dir, respondre a la crida és acceptar la impossibilitat d'actuar davant del destí.
- Mort inconscient: Als herois, generalment, la mort els arriba de manera involuntària, ja que el seu error, imperfecció o comportament indigne el comenten en actes d'alienació durant la batalla, lluita o circumstàncies on no els és possible pensar de manera conscient. L'heroi no té por de la mort, se sap superior a ella. És sobretot una mort jove i prematura la qual els divinitza, ja que pels seus cossos no passen els efectes del temps: no es deterioren, no mostren vellesa o malaltia. I segons Joseph Campbell, la mort de l'heroi no és presa de manera negativa, sinó com un acte per a la renovació del món.
- Batalla amb el seu contrari: L'antagonista pot ser el causant de la separació de l'heroi amb la seva llar. Llavors l'heroi se sentirà atret a la recerca de la causa del seu viatge o per venjança, com a mitjà per aconseguir l'equilibri. I encara que perdi l'heroi, això no vol dir que els seus valors i la seva ideologia no hagin transcendit; al contrari: els seus actes, pensaments i valors passen a la humanitat.
- Retorn per millorar el món: Si després de la batalla l'heroi torna a la seva llar, dubta dels valors preestablerts, de l'ordre social, i pot, ja sigui directament o indirectament, canviar i trencar aquestes regles per millorar la societat.

## Arquetips
- L'heroi èpic es correspon amb els herois de la literatura tradicional i clàssica, com Ulisses de l'Odissea
- L'heroi tràgic és com Èdip o Antígona (filla d'Èdip) un personatge extret de la mitologia grega que esdevé protagonista d'una obra dramàtica al final de la qual cau inexorablement.
- L'escollit és un heroi que té una missió transcendent, com salvar la humanitat
- L'antiheroi, generalment un protagonista que no gaudeix dels atributs necessaris per a ser-ho però al que les circumstàncies l'aboquen a dur a terme activitats heroiques (P.ex.: Frodo en la trilogia del Senyor dels Anells)
- L'heroi maleït, com Hamlet, que protagonitza la història a desgrat i per una desgràcia, sovint per una profecia o mort en la seva infantesa
- L'heroi “antisistema”, que trenca les regles injustes de la societat, com Robin Hood

## El camí de l'heroi
L'heroi clàssic, el de la mitologia, sovint segueix un mateix patró en les seves aventures, estudiat per Joseph Campbell. Aquest camí de l'heroi o monomite té cinc etapes fonamentals: l'heroi és cridat a l'aventura, que pot acceptar d'entrada o refusar fins a veure's obligat a participar-hi; les proves o episodis on l'heroi va triomfant i aprenent; l'arribada a l'objectiu inicial, que suposa sempre un autoconeixement o revelació de la veritat oculta; el retorn al món ordinari; com reacciona el món a la troballa de l'heroi.
Aquest patró ha estat usat en aventures modernes, com la Guerra de les Galàxies, entre d'altres. En aquest camí l'heroi es troba amb personatges que l'ajuden, com el vell savi, o amb els antagonistes que miren d'interrompre la seva aventura. En el seu viatge pot anar fins i tot a altres mons, com per exemple el descens a l'inframon per conèixer el que hi ha després de la vida (catàbasi).